# Parvin Ardalan
Parvin Ardalan, född 1967 i Teheran, är en iransk journalist och medborgarrättsaktivist som tilldelades Olof Palmepriset 2007 för sin kamp för kvinnors och mäns lika rättigheter i Iran. År 2009 blev hon Malmö stads första fristadsförfattare och hon fick permanent uppehållstillstånd i Sverige 2012.

## Biografi
Under 1990-talet grundade Parvin Ardalan, tillsammans med bland andra Noshin Ahmadi Khorasani, kvinnocentret Markaz-e Farhangi-ye Zanan (Women's Cultural Centre), som sedan dess har varit ett centrum för opinionsbildning, analys och dokumentation om kvinnosaken i Iran.  Med henne som redaktör publicerar organisationen sedan 2005 även Irans första on-linemagasin om kvinnors rättigheter, Zanestan. I ständig kamp mot censuren – tidskriften tvingas hela tiden återuppstå under nya namn – har redaktionen behandlat ämnen som äktenskap, prostitution, utbildning, AIDS och våld mot kvinnor. 
Parvin Ardalan är också en av initiativtagarna till kampanjen för att samla in en miljon namnunderskrifter för kvinnors och mäns lika rättigheter, One Million Signature Campaign där aktivisterna organiserade gräsrotskampanjer i femton städer. Som en del i den kampen har hon deltagit i protestdemonstrationer som slagits ned med våld. År 2008 dömdes hon tillsammans med Nooshin Ahmadi, till två års fängelse villkorligt och sex månaders fängelse ovillkorligt. De dömdes för att med sin kamp för kvinnors rättigheter ha "hotat statens säkerhet". Ytterligare fyra kvinnoaktivister har fått liknande straff. 
Med sina artiklar och texter har hon även nått ut internationellt och för en västlig läsekrets har Parvin Ardalan med humor och självironi skildrat sina dagliga vedermödor som ogift, fattig kvinnosakskämpe i mullornas Iran, invecklad i en ständig kamp med det oberäkneliga och det absurda. Via svenska PEN har hon, med stora personliga uppoffringar som följd, arbetat för att öka den internationella förståelsen och utbytet.

## Priser och utmärkelser
- Olof Palmepriset 2007